# Accident aeri a l'Illa de Java de 2009
Un avió de la Força Aèria d'Indonèsia C-130 Hercules amb 112 persones (98 passatgers i 14 tripulants) es va estavellar al voltant de les 6:30 hora local (23:30 h. UTC) el 20 de maig de 2009, mentre volava sobre Jakarta a l'est de l'Illa de Java a Indonèsia. Almenys 70 persones foren enviades a un hospital local.
L'accident va tenir un recompte inicial de 98 morts que posteriorment augmentà fins a 101. Almenys dues defuncions van ser de residents dels habitatges on es va estavellar l'aparell.
L'avió (un Lockheed L-100-30 (P) Hercules, amb registre A-1325) circulà de forma aparentment normal i transportava personal militar i els seus familiars de Jakarta a una base militar a l'est de Java. L'avió, en el moment d'aterrar a la Base de la Força Aèria Iswahyudi, es va estavellar a 5,5 km. al nord-oest de l'extrem nord de la pista d'aterratge.